# The Eyes of the World (film 1917)
The Eyes of the World è un film muto del 1917 diretto da Donald Crisp.

## Trama
Giovane e promettente artista, Aaron King riceve l'incarico di dipingere il ritratto della signora Taine. Dapprima, il pittore fa della ricca appartenente della buona società un ritratto lusinghiero, che idealizza il soggetto. Quando però King conosce Sybil, una fanciulla innocente che lo attrae con il suo fascino verginale, l'artista è colto dai dubbi e vede nella signora Taine l'espressione della lussuria, tanto da giungere a farne un secondo ritratto che ribalta il risultato del suo primo lavoro. Scoprendo che King ha ritratto Sybil, la signora Taine, spinta dalla gelosia, accusa i due di un rapporto illecito, suscitando scandalo e la vergogna della ragazza che fugge, rifugiandosi tra le montagne. James Rutledge, un uomo che ha messo gli occhi su di lei, approfittando della situazione, la rapisce. King, giunto alla ricerca di Sybil, si scontra con Rutledge che ha la peggio. Nel frattempo, la signora Taine ha trovato il secondo quadro che King ha fatto di lei: furiosa del poco lusinghiero ritratto, minaccia di rovinare definitivamente la reputazione dei due. Interviene, però, Conrad La Grange, un romanziere che conosce i sordidi trascorsi della signora Taine e che la mette a tacere, permettendo ai due giovani innamorati di essere liberi nell'affrontare insieme il loro futuro.

## Produzione
La sceneggiatura del film, prodotto dalla Clune Film Producing Company, si basa sul romanzo omonimo di Harold Bell Wright pubblicato a Chicago nel 1914. L'autore assistette alla preparazione del film che fu girato negli studi della Clune di Hollywood; alcune scene furono girate nel San Gabriel Canyon.

## Distribuzione

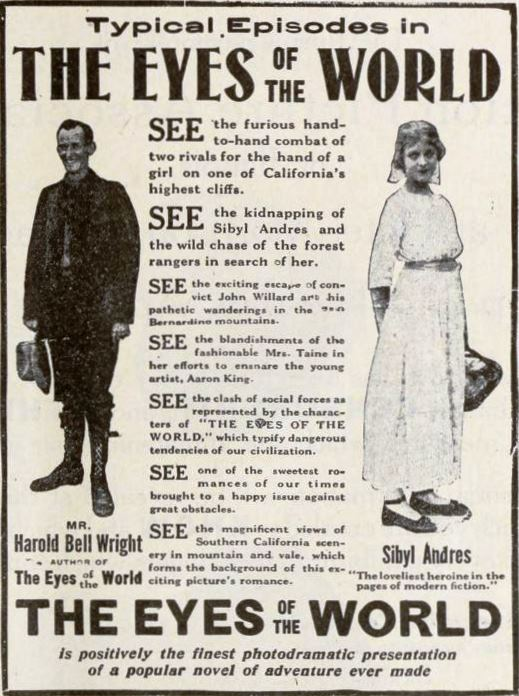
Pubblicità del film (Exhibitors Herald, 3 maggio 1919)

W.H. Clune, magnate teatrale e della Clune Film Producing, il 1º gennaio 1917 presentò in prima il film all'Auditorium, la sua sala di Los Angeles, in una versione di dieci rulli. Dopo essere stato messo in distribuzione il 27 gennaio, il film uscì normalmente nelle sale con questa durata. Nel 1918, la Arrow Film Corporation acquisì i diritti della pellicola che, da quel momento, venne distribuita in sette rulli visto che i gestori delle sale non volevano, data la lunghezza originale, un film che non potessero proiettare due volte nella stessa sera.
In Finlandia, il film fu distribuito il 19 aprile 1920.